# Orchestre national du Capitole de Toulouse
Pour les articles homonymes, voir Capitole (homonymie).
L’Orchestre national du Capitole de Toulouse est l'orchestre symphonique de la ville de Toulouse. Il est souvent cité comme l'un des trois meilleurs orchestres symphoniques français,. Il est domicilié à la Halle aux Grains où il assure la saison symphonique. Il accompagne aussi le théâtre du Capitole dans ses représentations lyriques et chorégraphiques (Ballet du Capitole) et réalise de nombreuses tournées en France et à l'étranger. Il s'est principalement développé grâce à son chef d'orchestre Michel Plasson. C'est, avec l'Orchestre de chambre de Toulouse, l'un des deux orchestres nationaux de la ville.

## Historique
L'Orchestre national du Capitole de Toulouse a été créé au début du XIXe siècle pour les saisons d’opéras du Théâtre du Capitole. Il s’est affirmé comme orchestre symphonique après 1945 sous la baguette de chefs comme Gaston Poulet ou Michel Plasson. De sa fusion avec l'orchestre Radio-symphonique de la station régionale de l'ORTF Toulouse-Pyrénées est née une formation qui compte aujourd'hui 125 interprètes.

### L'apport de Michel Plasson
Arrivé en 1968, Michel Plasson découvre en 1974 la Halle aux Grains, un bâtiment hexagonal, marché au blé du XIXe siècle utilisé depuis 25 ans comme palais des sports. Il y fait se produire l'orchestre pour l'intégrale des symphonies et des concertos de Ludwig van Beethoven puis l'espace est aménagé afin de pouvoir devenir salle de concert et résidence principale.
Michel Plasson mène alors l'orchestre en tournée hors de France, enregistre avec lui l'immense majorité de sa discographie, chez EMI (une centaine de disques, dont plusieurs sont récompensés), et lui fait rencontrer les artistes prestigieux de la musique classique : Barbara Hendricks, Régine Crespin, Roberto Alagna, Teresa Berganza, José Carreras, Jessye Norman...
À son départ en août 2003, Michel Plasson laisse derrière lui un orchestre qu'il a mené à un très haut niveau en France, parmi les premiers. Cela se voit aux prix reçus ainsi qu'au label national décerné par le Ministre de la Culture en 1980. En 2004, Michel Plasson est nommé chef d'orchestre honoraire.

### La succession de Tugan Sokhiev
Nommé par la ville de Toulouse, c'est le jeune chef d'orchestre ossète Tugan Sokhiev qui dirige l'orchestre au départ de Michel Plasson. Il est depuis septembre 2005 le premier chef invité et conseiller musical de l'orchestre. Il assure le poste de directeur musical à compter de septembre 2008. Le 6 mars 2022 il démissionne de ses fonctions de directeur musical de l'Orchestre national du Capitole et du Bolchoï de Moscou.
Tarmo Peltokoski lui succède en septembre 2024.

## Jeune public
L'orchestre, sous l'impulsion de Michel Plasson, s'est lancé dans des programmes largement tournés vers le jeune public. Ainsi, il présente chaque année, au même titre que les habituels concerts de semaine pour les adultes, des concerts le dimanche matin, au programme plus accessible (Pierre et le loup, Piccolo, Saxo et Compagnie, Le Carnaval des animaux...) et souvent présenté et expliqué par un commentateur (Frédéric Lodéon l'a ainsi fait). On note aussi un partenariat éducatif avec le Rectorat de l'Académie de Toulouse au travers de l'association Classisco. À l'occasion de la fête de la musique, celle-ci s'associe à l'Orchestre National du Capitole pour organiser au Zénith de Toulouse, un concert éducatif réservé aux élèves de primaire de la région. L'orchestre organise aussi chaque année un ou deux concerts gratuits réservés aux étudiants.

## Perte du «lien fondamental avec la musique»
Le 16 mars 2015, Michel Plasson donne, dans une interview, une vision globale de la situation de la musique en France. Il considère que « la France a perdu son lien fondamental avec la musique ». Il précise : « Je crois que l'époque de la Révolution française y a malheureusement contribué, en tuant les maîtrises [les écoles de chant et de musique attachées aux églises avant la Révolution de 1789]. Quand vous voyez la qualité des chœurs en Espagne ou en Angleterre, et que vous comparez avec l'état de nos chorales, c'est accablant ». Cependant, un ensemble vocal comme la Maîtrise de Toulouse, dirigé par Mark Opstad, vient d'être reconnu meilleure maîtrise de France et son travail a été couronné par le Prix Liliane Bettencourt.

## L'Association Aïda
Depuis novembre 1988, l'Orchestre est soutenu par l'Association Aïda, l'Association des mécènes du Théâtre et de l'Orchestre national du Capitole de Toulouse, dont l'objectif initial était de développer le rayonnement de l’Orchestre national du Capitole de Toulouse. Au fil des années, portée par la passion de ses membres, des musiciens et de l’équipe, Aïda a largement contribué à placer la musique classique à la portée du plus grand nombre et s'est également ouverte au Théâtre du Capitole, Opéra national de la ville de Toulouse. On y compte les noms bien connus à Toulouse d'Airbus, de l'Aéroport Toulouse-Blagnac, du CNES ou du journal La Dépêche du Midi.

## Enregistrements
L'Orchestre national du Capitole de Toulouse est très prolifique et dispose d'une importante discographie. Alors que, sous la direction de Michel Plasson, l'orchestre a grandement parcouru le répertoire français, il découvre de nouveaux horizons sous la direction de Tugan Sokhiev, avec notamment beaucoup de musique russe.

## Récompenses
La phalange toulousaine et ses chefs d'orchestre se sont vus récompensés par de nombreux prix :

• prix de l'Académie Charles-Cros, 

• prix de l'Académie du Disque Français, 

• prix de l'Académie du disque lyrique, 

• Grand Prix Cæcilia en Belgique, 

• Grand Prix Mondial International Record Critic's Award.

Ils ont aussi reçu de nombreuses Victoires de la musique classique.
| Année | Catégorie                                               | Information complémentaire |
| ----- | ------------------------------------------------------- | --- |
| 1993  | Ensemble instrumental de l'année                        | Orchestre National du Capitole de Toulouse, dirigé par Michel Plasson                                                                                            |
| 1994  | Chef d'orchestre de l'année                             | Michel Plasson |
| 1994  | Enregistrement lyrique de l'année                       | Don Quichotte de Massenet interprété par Teresa Berganza, Alain Fondary, José van Dam et l'Orchestre national du Capitole de Toulouse, dirigé par Michel Plasson |
| 1996  | Chef d'orchestre de l'année                             | Michel Plasson |
| 1999  | Enregistrement français de musique classique de l'année | Lakmé (Delibes) interprété par Natalie Dessay, Gregory Kunde, José Van Dam et l'Orchestre national du Capitole de Toulouse, dirigé par Michel Plasson            |
| 2004  | Enregistrement français de musique classique de l'année | Carmen (Bizet) interprété par Angela Gheorghiu, Roberto Alagna, Les Éléments, Orchestre national du Capitole de Toulouse dirigé par Michel Plasson               |
| 2008  | Victoire d'honneur                                      | Récompense à l’occasion de la 15e édition des Victoires de la musique classique qui s’est déroulée à la Halle aux Grains de Toulouse                             |